# Eduardo de Pedro

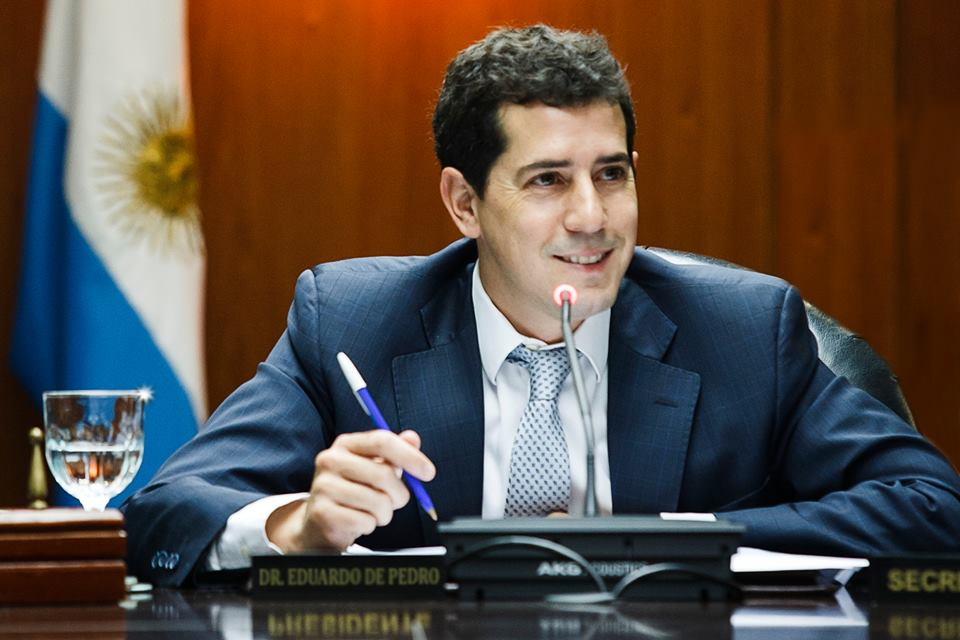
Eduardo de Pedro, 2014

Eduardo Enrique de Pedro (auch Wado de Pedro genannt) (* 11. November 1976 in Mercedes, Provinz Buenos Aires) ist ein argentinischer Politiker (Partido Justicialista). Von 2019 bis 2023 war er Innenminister.

## Familie
Eduardo Enrique de Pedro wurde im November 1976, acht Monate nach dem Militärputsch in Argentinien, geboren. Er lebte mit seiner Familie zunächst in Floresta (Buenos Aires). Sein Vater, der ein Aktivist in der peronistischen Jugendorganisation (Juventud Peronista, JP) sowie bei der Stadtguerilla Montoneros war, wurde im April 1977 durch das Militär ermordet. Im Oktober 1978 wurde seine Mutter, die zu jenem Zeitpunkt schwanger war, von den Militärs entführt. Der neue Lebensgefährte der Mutter wurde bei der Verhaftung erschossen. Der nach Ende der Militärdiktatur verfasste Aufklärungsbericht der CONADEP zählt sie zu den Todesopfern der Militärdiktatur. Ihr Leichnam wurde nie gefunden. Bei der Entführung der Mutter wurde Eduardo (im Alter von einem Jahr und acht Monaten) Nachbarn zur Obhut übergeben und am Folgetag von Militärangehörigen ebenfalls abgeholt und zur Adoption freigegeben. De Pedros Familie mütterlicherseits konnte das Kleinkind jedoch ausfindig machen und im Januar 1979 mit der Hilfe von Kirchenvertretern das Kind wieder ausgehändigt bekommen. Eduardo de Pedro wuchs bei seiner Tante in Mercedes auf.
Aufgrund seines Kindheitstraumas begann de Pedro zu stottern und ist davon bis heute betroffen.

## Jugend, Studium und politisches Engagement
De Pedro absolvierte ein Studium der Rechtswissenschaften an der Universidad de Buenos Aires sowie ein Postgraduiertenstudium in Öffentlicher Verwaltung. An der Universität lernte er den späteren Chef von Aerolíneas Argentinas und Politiker Mariano Recalde kennen, mit dem ihn eine Freundschaft und ein gemeinsamer politischer Aufstieg verbindet. Während des Studiums engagierte er sich politisch an der Hochschule sowie in einer Gewerkschaft. Zudem war er Mitbegründer der Menschenrechtsorganisation H.I.J.O.S., einer Gruppierung, die sich analog zu den Madres de Plaza de Mayo gründete und von den Nachkommen von Opfern der Militärdiktatur organisiert wird. Am 20. Dezember 2001, im Zuge der Ausschreitungen während der Argentinischen Wirtschaftskrise, wurde de Pedro bei einer Demonstration der Madres de Plaza de Mayo von Polizisten verhaftet und nach der Festnahme geschlagen und unter anderem mit Elektroschocks misshandelt. Auf dem Weg zur Polizeistation verunfallte das Polizeiauto und de Pedro konnte sich gegenüber Passanten bemerkbar machen, die für ihn – auch aufgrund der durch die Polizisten erlittenen Verletzungen – einen Krankenwagen riefen. Der behandelnde Arzt konnte eine studentische Organisation kontaktieren, die de Pedro vor weiteren Misshandlungen durch die Polizisten beschützte.

## Politische Karriere
Durch sein Engagement bei H.I.J.O.S. baute de Pedro Verbindungen zum Präsidenten Néstor Kirchner, der Gerichtsverfahren gegen Militärangehörige wieder aufnehmen ließ, und dessen Sohn und Politiker Máximo Kirchner auf.
Im Jahr 2004 erhielt er einen Sekretärsposten in der Provinzregierung von Buenos Aires unter Aníbal Ibarra.
Im Jahr 2006 schloss sich de Pedro einer Gruppe von jungen peronistischen Politikern an, die den neuen Präsidenten Néstor Kirchner unterstützten, und wurde dadurch Mitgründer der einflussreichen Jugendorganisation La Cámpora. Als Cámpora-Gründungsmitglied hielt er enge, freundschaftliche Verbindungen zu Néstor, Cristina und Máximo Kirchner.
2009 gelang es der Cámpora zahlreiche einflussreiche Positionen in Unternehmen und der Verwaltung zu beanspruchen. In diesem Zusammenhang wurde de Pedro Vizechef von Aerolíneas Argentinas, während sein Vertrauter, Mariano Recalde, dessen Chef wurde. 2011 wurde de Pedro Parlamentsabgeordneter für die kirchneristische Frente para la Victoria. 2014 wurde er stellvertretender Vorsitzender des Partido Justicialista.
Von Februar bis September 2015 war de Pedro Sekretär der Präsidentin Cristina Fernández de Kirchner. Bei der Präsidentschafts und Parlamentswahl 2015, bei der Cristina Fernández nicht erneut antreten konnte und ihr Parteikollege Daniel Scioli gegen Mauricio Macri verlor, errang de Pedro erneut einen Sitz als Abgeordneter. Im Jahr 2019 gewann der Partido Justicialista, jetzt als Bündnis Frente de Todos, mit Alberto Ángel Fernández und der Vizepräsidentin Cristina Fernández erneut die Präsidentschaft und de Pedro wurde Innenminister. Parallel wurde er 2020 von Alberto Ángel Fernández ins Direktorium der Telecom Argentina berufen. 2023 endete seine Amtszeit als Innenminister.
De Pedro gilt als talentierter politischer Netzwerker, der mit den verschiedenen, teils konkurrierenden Strömungen des Peronismus (u. a. Cristina Fernández, Sergio Massa, Alberto Ángel Fernández) gute Beziehungen unterhält, sowie über gute Wirtschaftskontakte verfügt.